# Luzenské údolí
Luzenské údolí se nachází v centrální části Šumavy přibližně 8 km jižně od Modravy. Údolí má zřetelnou severo–jižní orientací a délku přibližně 3 km.

## Stručný popis
Luzenské údolí na severní straně v nadmořské výšce 1140 metrů hraničí se samotou Březník. Mělké údolí od něho pokračuje jižním směrem až k česko–německé státní hranici, kde prochází sedlem mezi Luzným a Špičníkem hraničním přechodem Modrý sloup (v nadmořské výšce 1197 m). Na jižní straně je údolí zakončeno úpatím kuželovité hory Luzný.

## Okolní hory
Luzenské údolí je obklopeno několika vrcholy šumavského hřebenu: na západě je to Blatný vrch (1376 m); na jihu jsou to: Hraniční hora (1235 m), Špičník (1351 m) a Luzný (1373 m); na východě pak Velká Mokrůvka (1370 m) a Malá Mokrůvka (1331 m).

## Výlučnosti Luzenského údolí

### Rašeliniště, flora a fauna
Celá oblast Luzenského údolí je výjimečným přírodním fenoménem. Vyskytují se zde unikátní rašeliniště a podmáčené smrčiny s řadou velmi vzácných a kriticky ohrožených druhů (např. rosnatka anglická, blatnice bahenní, tetřev hlušec, sýc rousný, datlík tříprstý, kulíšek nejmenší, kropenáč vytrvalý, ...).

### Déšť a sníh
Údolí je rovněž místem s největšími ročními srážkami na Šumavě a zároveň i místem s nejvyšší a nejdéle trvající sněhovou pokrývkou. Vydatnost srážek v Luzenské kotlině je dána okolním terénem – přítomností hraničního hřebene hor, který při přechodu mraků častěji zadrží vodu. Unikátnost klimatických parametrů v tomto místě je monitorována zde umístěnou měřicí stanicí Českého hydrometeorologického ústavu.

### Mrazová kotlina
Luzenské údolí patří mezi šumavské mrazové kotliny. Průměrná teplota se zde pohybuje jen kolem čtyř stupňů Celsia a často tu mrzne i v červenci.

### Smrky
Nízké teploty v Luzenské kotlině ovlivnily tvary zde rostoucích smrkových porostů. Smrky jsou častými mrazy zformovány do téměř dokonalých hustě prorostlých kuželů (připomínají pěstěné zakrslé zahradní smrky sivé, tzv. „coniky“).
Mechanismus tvarování smrků v Luzenské kotlině je následující: na jaře vyraší mladé letorosty, ale pak přijde několik výrazně studených dní, během nichž tyto nové přírůstky pomrznou. Zdejší smrky na tuto skutečnost reagují neustálým houževnatým zahušťováním a tvrdošíjným udržováním „parkového“ kuželovitého vzhledu.

### Hnízdiště tetřeva hlušce
Celé Luzenské údolí se nachází v přísně chráněné I. zóně Národního parku Šumava, neboť se zde vyskytuje ornitologicky jedinečná jádrová lokalita s populací kriticky ohroženého tetřeva hlušce, který tu hnízdí. Luzenské údolí je jedním z posledních míst ve střední Evropě, kde se tetřev hlušec rozmnožuje a kde zároveň nachází i dostatek potravy.

## Cesta Luzenským údolím
Přibližně středem Luzenského údolí (kotliny) klikatě protéká Luzenský potok, kolem něhož se vine neznačená stezka pro pěší vedoucí až ke hraničnímu přechodu Modrý sloup. Individuální pohyb turistů po pěšině Luzenským údolím není v současné době (rok 2024) povolen.

## Historie stezky přes Modrý sloup
Luzenským údolím ve středověku vedla jedna z obchodních cest Zlatá stezka, která spojovala Čechy s Pasovem. Ve druhé polovině 14. století nechal Karel IV. tudy vybudovat obchodní trasu spojující Kašperské Hory s Pasovem. Tato „slatinná stezka“ sloužila především k transportu soli do Čech. Na počátku 18. století ale obchodní ruch na této stezce ustal a začala se využívat stezka přes hraniční přechod na Bučině, která pokračovala přes Kvildu, Horskou Kvildu a Kozí Hřbety až do Kašperských Hor. Luzenským údolím vedla pravděpodobně jedna z pašeráckých cest vyhýbající se solné celnici na Kozích Hřbetech i Kašperským Horám. Průchodem obtížným terénem se tak dopravci vyhnuli nutnosti platit clo a jiné poplatky ze svých cest. V průběhu 19. století byla stezka údolím Luzenského potoka od Březníku k Modrému sloupu upravena pro povozy. Dále pokračovala do Bavorska, kde se nazývala Böhmerweg. Hraniční přechod zde nikdy v minulosti neexistoval. Až do roku 1938 zde platil režim tzv. malého pohraničního styku. Po skončení druhé světové války se Luzenské údolí ocitlo v nepřístupném a přísně střeženém pásmu železné opony. Po sametové revoluci byla v roce 1991 železná opona zlikvidována a samota Březník byla v rámci založeného Národního parku Šumava zpřístupněn široké veřejnosti. Zároveň vznikla I. zóna národního parku, kam z důvodů ochrany hnízdišť tetřeva hlušce bylo zařazeno i Luzenské údolí a cesta vedoucí údolím nebyla zpřístupněna.

## Fotogalerie Luzenského údolí

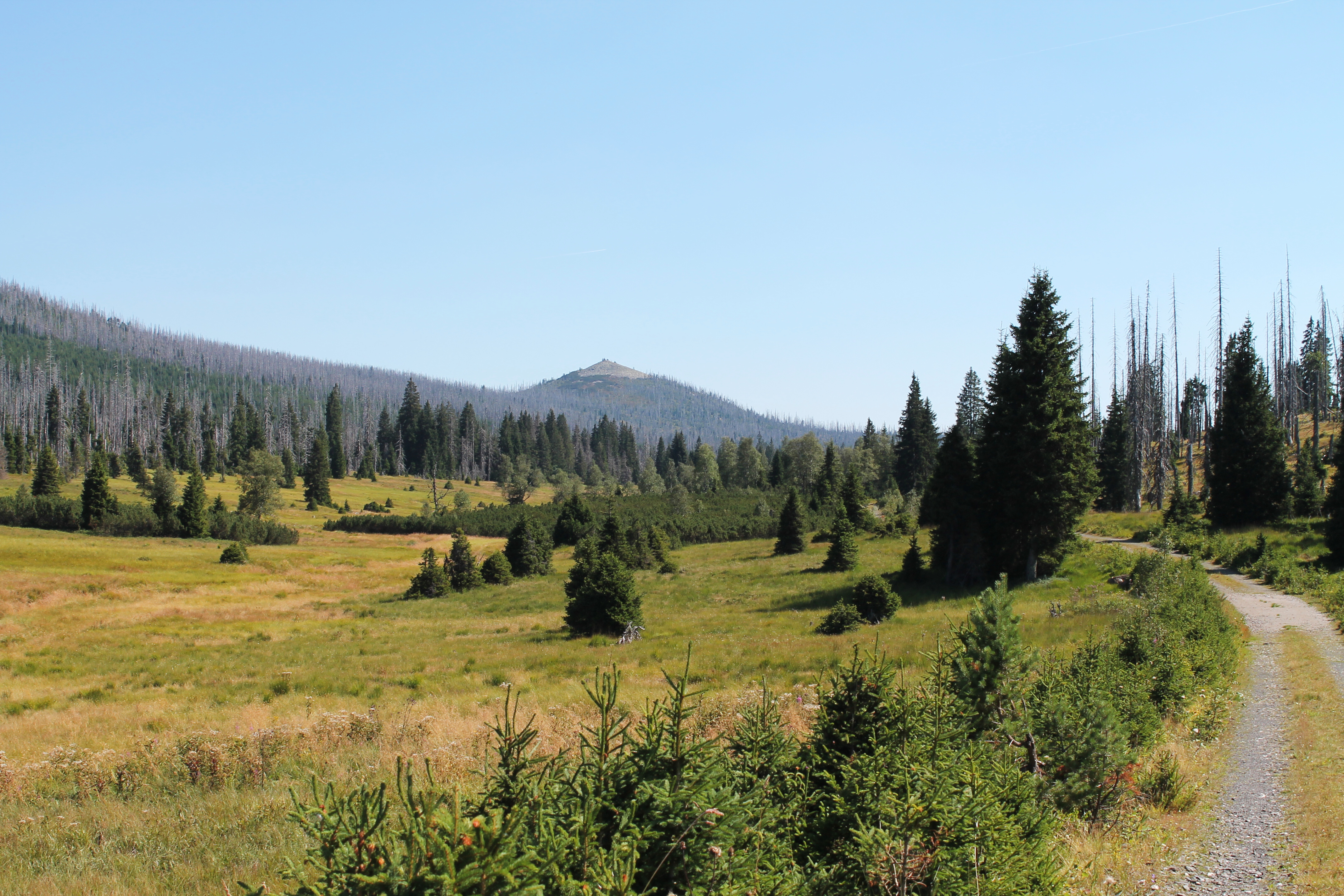
Pohled z Březníku do Luzenského údolí a na Luzný (letní varianta)
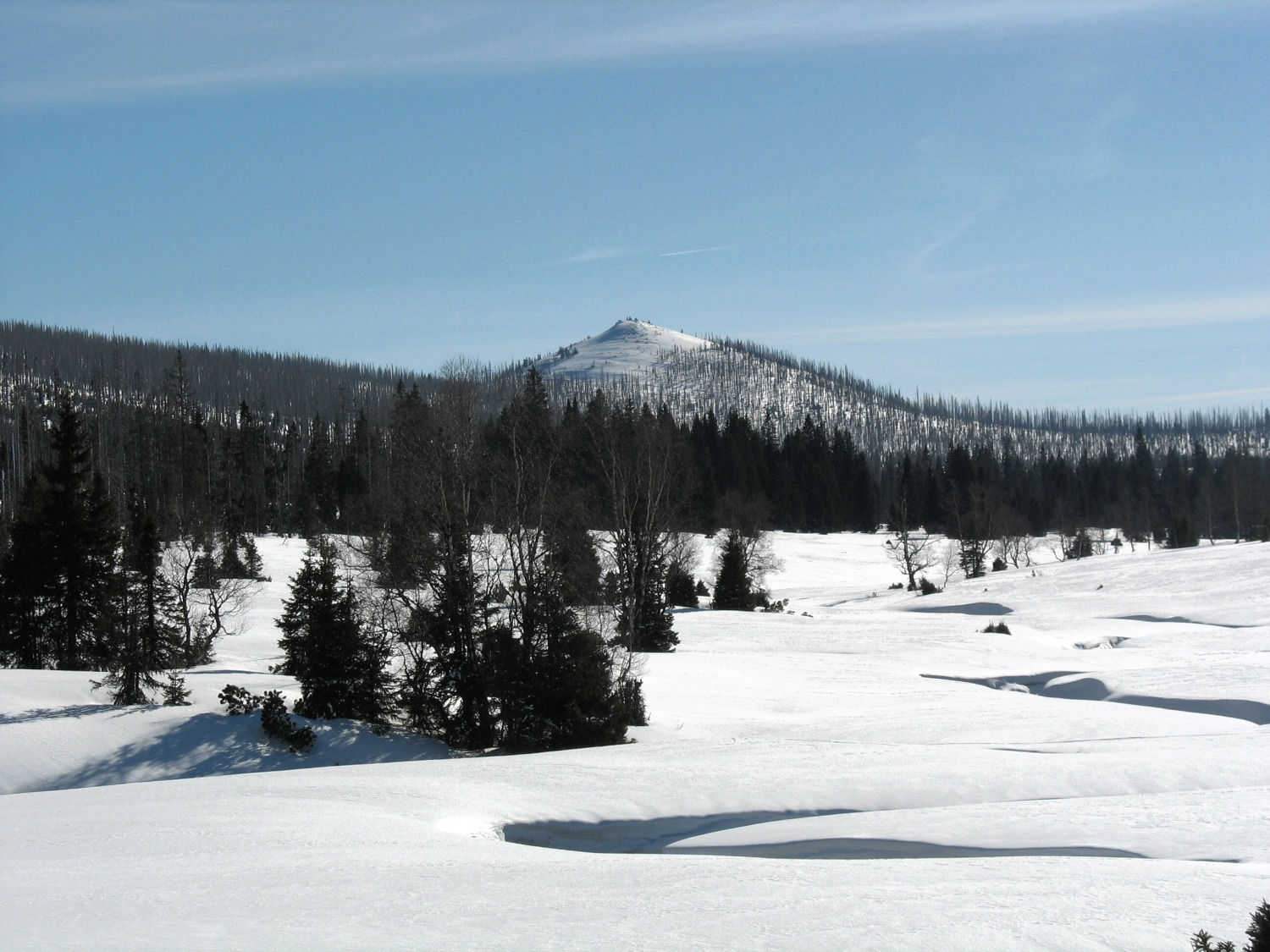
Pohled z Březníku do Luzenského údolí a na Luzný (zimní varianta)
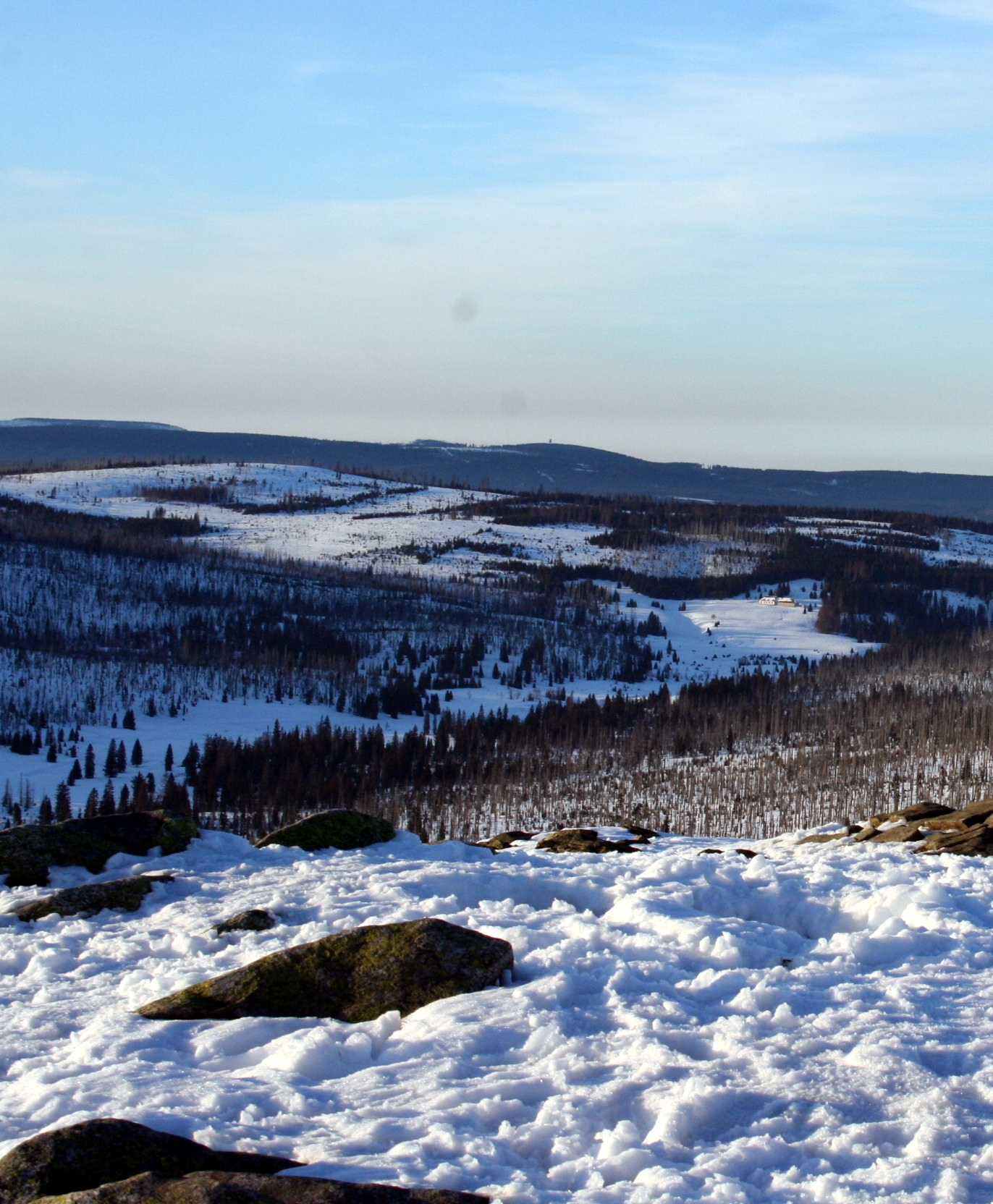
Pohled z Luzného do Luzenského údolí směrem na Březník (zimní varianta)